# Compositions
Compositions è il quarto album della cantante statunitense soul e R&B Anita Baker, uscito nel 1990, registrato presso gli studi della Elektra Records. È stato certificato Disco di Platino nel 1990 ed ha vinto il Grammy Award per la migliore performance femminile ai Grammy Awards nel 1991.

## Tracce
1. Talk to Me
2. Perfect Love Affair
3. Whatever It Takes
4. Soul Inspiration
5. Lonely
6. No One to Blame
7. More Than You Know
8. Love You to The Letter
9. Fairy Tales